# Jahjá an-Nawawí
Jahjá an-Nawawí (říjen 1233 Nawa – 22. prosince 1278 Nawa) byl arabsko-islámsko-sunnitský učenec narozený na území dnešní Sýrie. Byl představitelem šafíovského mazhabu. Věnoval se též hadísu. Studoval v Damašku, po pouti do Mekky roku 1253 se tam usadil jako soukromý učenec. Roku 1267 nahradil Abú Šámu na pozici profesora ve škole Ašrafíya. Je známo, že osobně předložil petici obyvatel Damašku mamlúckému sultánovi Bajbarsovi. Syřané tehdy žádali úlevu od těžkých daňových břemen během sucha, které trvalo mnoho let. To sultána rozhněvalo a hrozilo, že Nawawí bude z Damašku vyhnán, což se ale nestalo. Dle tradice zemřel z přepracování. Jeho hrob byl zničen během syrské občanské války v roce 2015 Frontou an-Nusrá. Česky vyšlo jeho dílo Zahrady spravedlivých.